# Микрохаус
Микрохаус (англ. microhouse), баф-тек (англ. buftech), иногда просто минимал (англ. minimal) — поджанр хауса и глитч-музыки.

## История
Микрохаус является логическим продолжением развития хаус-сцены, желающей двигаться к минимализму. В начале 1990-х годов минимал-техно и глитч задали особую тенденцию для интеллектуальных продюсеров, и многие из них перенесли эти веяния в хаус. Контрастируя с тек-хаусом, который можно позиционировать как «мелодичный хаус с техно элементами», микрохаус в свою очередь хранит в своей волне больше элементов из минимал-техно, а мелодию на грани эмбиента.

## Популярные коллективы в данном направлении
- Akufen
- Anders Ilar
- Andreas Tilliander
- Aril Brikha
- Cabanne
- Christian Löffler
- Deadbeat
- Decomposed Subsonic
- Dettinger
- Dominik Eulberg
- Farben
- Frivolous
- Gabriel Ananda
- Isolée
- John Tejada
- Kit Clayton
- Luciano
- Luomo
- Matthew Dear
- Matthew Herbert
- Michael Mayer (musician)
- Mossa
- Ricardo Villalobos
- SCSI-9
- Superpitcher
- Ztrl